# The Infinite Quest
The Infinite Quest (인피니트호의 수색)는 영국의 SF 드라마 <닥터 후>를 원작으로 한 애니메이션 시리즈이다. BBC 텔레비전에서 기획 제작하였으나 실사 드라마의 제작진이 참여하지는 않았다.
2007년 4월 2일부터 어린이용 스핀오프 프로그램 <토탈리 닥터 후>의 한 코너로 방영되었으며, 매주 한편식 총 12부작 (각 3분 30초)에 걸쳐 방영됐다. 다만 12화 이후의 이야기를 다루는 마지막편이 "Omnibus" 에피소드의 끝에 이어 방영되어, 총 13부작으로 늘어나게 되었다. 이들을 모두 합치면 45분 분량으로 닥터 후의 표준 에피소드 분량과 비슷한 길이가 되었다. 2007년 6월 30일에는 시즌 3의 마지막화와 동시에 편집분이 방송되었다.

## 줄거리
발타자르라는 외계인이 온 인류를 다이아몬드로 압축할 계획으로 지구를 노린다. 10대 닥터와 마사 존스는 발타자르의 음모를 막으려 함선에 오른다. 닥터는 발타자르의 새, 코 (Caw)를 풀어주고 코는 발타자르를 잡아 데려간다. 닥터는 발타자르가 얼음 감옥행성 볼라그녹 (Volag-Noc)에 갈 것이라 짐작한다.
코는 닥터와 마사를 자신의 고향 행성인 페로스 (Pheros)로 데려간다. 데이터칩을 뱉어낸 코는 다른 데이터칩 세 개를 찾아내면 '인피니트호' (The Infinite)의 위치를 알아낼 수 있다고 말한다. 인피니트호란 사람들의 마음 속 소원을 들어줄 수 있다는 고대 우주선이었다. 각각의 데이터칩은 그 다음 위치의 데이터칩을 가리키고 있었다. 닥터와 마사가 수색하러 나서자, 코는 사실 발타자르의 명령대로 닥터를 꾀어냈다는 사실이 드러난다.
닥터와 마사는 서로 다른 행성에서 세 개의 데이터칩을 모두 찾아낸다. 하나는 부콘 (Boukon), 하나는 미아르 (Myarr), 다른 하나는 볼라그녹 (Volag-Noc)에 있었다. 두 사람이 칩을 전부 모은 것을 확인한 발타자르는, 코의 아들 스쿼크 (Squawk)를 통해 그들의 뒤를 쫓는다. 스쿼크는 알고 보니 페로스 행성에서 코가 마사에게 건넨 선물상자에 잠입해 있었다. 발타자르는 닥터와 마사를 인질로 잡고, 닥터에게 인피니트호로 가는 길을 안내하라고 강요한다. 이 과정에서 마사를 공격하려다 코가 대신 맞아 죽음에 이른다. 닥터가 인피니트호의 위치를 찾아내자, 발타자르는 타디스를 장악하고 닥터를 폭발로 쓰러뜨려 눈 속에서 죽게 내버려 둔다.
인피니트호에 들어간 발타자르는 마사에게 화물실을 찾으라고 명령한다. 마사는 실수로 갑판 속으로 추락한다. 화물실에 다다른 마사는 그곳에서 자신을 기다리고 있던 닥터와 만난다. 하지만 그것은 진짜 닥터가 아니라, 닥터가 여기에 있었으면 하는 마사의 마음이 발현된 것이라는 사실을 깨닫는다. 진짜 닥터는 스쿼크를 이용해 시간추적을 따라 두 사람 앞에 나타난다. 닥터는 인피니트가 보여주는 소원이 환영에 지나지 않으며, 벽 속에서 죽은 강력한 존재의 마지막 불꽃이라고 설명한다. 마사가 이 사실을 깨닫자 인피니트호가 만들어낸 닥터의 환영은 사라지지만, 발타자르는 깨닫지 못하고 그대로 서 있었다. 환영일 뿐이라는 마사의 경고에도 불구하고 보물로 가득한 방 안에 남아 있었던 것이다. 닥터는 소닉 드라이버를 사용해 잔해를 진동시켜 우주선을 산산조각낸다. 닥터와 마사는 타디스로 도망치고, 스쿼크는 발타자르를 볼라그녹 감옥으로 보낸다.

## 제작
닥터 후의 어린이 대상 프로그램 <토탈리 닥터 후>의 한 코너로서 2007년 4월 2일부터 6월 29일까지 매일 한 편씩 방영되었다. 애니메이션 제작은 파이어스텝 (Firestep)에서 맡았으며, 프로덕션 아트는 테드 바스티안이 맡았다.
BBC가 공인한 닥터 후 애니메이션 시리즈로는 2003년 플래시 애니메이션 <Scream of the Shalka>에 이어 두 번째 사례다. 2006년에는 1968년 올드 시즌 시리얼 <The Invasion>의 DVD 출시에 앞서 누락 방영분을 애니메이션 장면화시킨 사례도 있었다. 이 두 애니메이션은 코스그로브 홀에서 제작을 맡았다.
BBC는 제작사 파이어스텝에 대해 "이전의 닥터후 애니메이션 모험극에서 BBC를 위해 작업했던 제작진"으로 소개하고 있다. 파이어스텝 홈페이지에서는 코스그로브 홀에서 활동하던 애니메이터 존 도일과 스티브 마허의 이름을 싣고 있다.
이에 앞서 1980년대에는 닥터후를 원작으로 넬바나가 제작하여 미국 CBS에서 방송될 애니메이션 시리즈가 기획되었으나 무산된 적이 있었으며, 정규 에피소드로 공인받지 못한 애니메이션으로 범위를 넓히면 닥터후 휴방기에 제작된 Death Comes to Time, Real Time, Shada가 BBC 홈페이지에 게시된 적이 있었다.
2009년 11월 23일에는 BBC 레드 버튼에서 <Dreamland>라는 새로운 애니메이션 시리얼이 총 6부작으로 제작 방영되었으며, 2009년 12월 5일 BBC Two에서 전편이 방송되었다.